# Chorilaena quercifolia
Chorilaena quercifolia es una especie de planta de flores perteneciente a la familia Rutaceae, es un arbusto endémico de los bosques de eucaliptos al sudoeste de  Australia Occidental. 

## Descripción
Es un arbusto que alcanza los  1 - 4 metros de altura y un ancho de 1-o 3 metros. Las flores son usualmente de color verde, aunque también de color amarillo, blanco, rojo y rosa. Se producen en la primavera tardía y temprano verano y tienen  1.5 cm de longitud y  1 cm de ancho.

## Taxonomía
Chorilaena quercifolia fue descrita por Stephan Ladislaus Endlicher y publicado en Enumeratio plantarum quas in Novae Hollandiae ora austro-occidentali ad fluvium Cygnorum et in sinu Regis Georgii collegit Carolus Liber Baro de Hügel 17, en el año 1837.
Sinonimia
- Eriostemon quercifolius (Endl.) F.Muell. basónimo
- Chorilaena hirsuta Benth.[3]